# Jari (rivier)
De Jari of Yari (Portugees: Rio Jari of Rio Yari) is een Braziliaanse rivier die op de grens van de staten Amapá en Pará stroomt en uitmondt in de rivier de Amazone. 

## Loop
De Jari ontspringt in de Toemoek-Hoemakgebergte in het noordwesten van de staat Amapá op de grens met Suriname. De rivier stroomt zuidoostwaarts langs de grens van het Nationaal park Montanhas do Tumucumaque en het inheemse gebied Terra indígena Waiãpi, en vervolgens door het beschermde gebied Estação Ecológica do Jari. Verder zuidoostwaarts mondt de rivier uit in de Amazone.

## Plaatsen
De plaatsen gelegen aan de rivier de Jari in volgorde stroomafwaarts:
- Laranjal do Jari (AP)
- Monte Dourado, Almeirim (PA)
- Munguba, Almeirim (PA)
- Vitória do Jari (AP)

## Zijrivieren
De Jari heeft een aantal zijrivieren. In volgorde stroomafwaarts:
- Mapaoni
- Ximin-Ximin
- Curapi
- Culari
- Cuc
- Mapari
- Ipitinga
- Carecuru
- Noucouru
- Iratapuru